# Луміс (Мічиган)
Луміс (англ. Loomis) — переписна місцевість (CDP) в США, в окрузі Ізабелла штату Мічиган. Населення — 194 особи (2020).

## Географія
Луміс розташований за координатами 43°47′6″ пн. ш. 84°39′22″ зх. д. / 43.78500° пн. ш. 84.65611° зх. д. (43.784930, -84.656210).  За даними Бюро перепису населення США в 2010 році переписна місцевість мала площу 7,30 км², з яких 7,25 км² — суходіл та 0,05 км² — водойми.

## Демографія
Згідно з переписом 2010 року, у переписній місцевості мешкало 213 осіб у 83 домогосподарствах у складі 58 родин. Густота населення становила 29 осіб/км².  Було 94 помешкання (13/км²).
Расовий склад населення:
| - 98,1 % — білих - 1,4 % — корінних американців - 0,5 % — азіатів |

До двох чи більше рас належало 0,0 %. Частка іспаномовних становила 2,3 % від усіх жителів.
За віковим діапазоном населення розподілялося таким чином: 24,4 % — особи молодші 18 років, 65,3 % — особи у віці 18—64 років, 10,3 % — особи у віці 65 років та старші. Медіана віку мешканця становила 36,4 року. На 100 осіб жіночої статі у переписній місцевості припадало 99,1 чоловіків;  на 100 жінок у віці від 18 років та старших — 91,7 чоловіків також старших 18 років.
Середній дохід на одне домашнє господарство  становив 50 474 долари США (медіана — 44 583), а середній дохід на одну сім'ю — 55 182 долари (медіана — 63 036). За межею бідності перебувало 4,1 % осіб, у тому числі 0,0 % дітей у віці до 18 років та 36,4 % осіб у віці 65 років та старших.
Цивільне працевлаштоване населення становило 86 осіб. Основні галузі зайнятості: освіта, охорона здоров'я та соціальна допомога — 33,7 %, роздрібна торгівля — 23,3 %, мистецтво, розваги та відпочинок — 15,1 %, транспорт — 7,0 %.